# صدفا (مركز)
مركز صدفا، مركز إداري مصري. يقع في محافظة أسيوط الواقعة في جمهورية مصر العربية. القاعدة الإدارية للمركز هي مدينة صدفا.